# Leviapseudes longispinus
Leviapseudes longispinus är en kräftdjursart som beskrevs av Mihai Bacescu 1984. Leviapseudes longispinus ingår i släktet Leviapseudes och familjen Apseudidae. Inga underarter finns listade i Catalogue of Life.